# National Portrait Gallery (London)

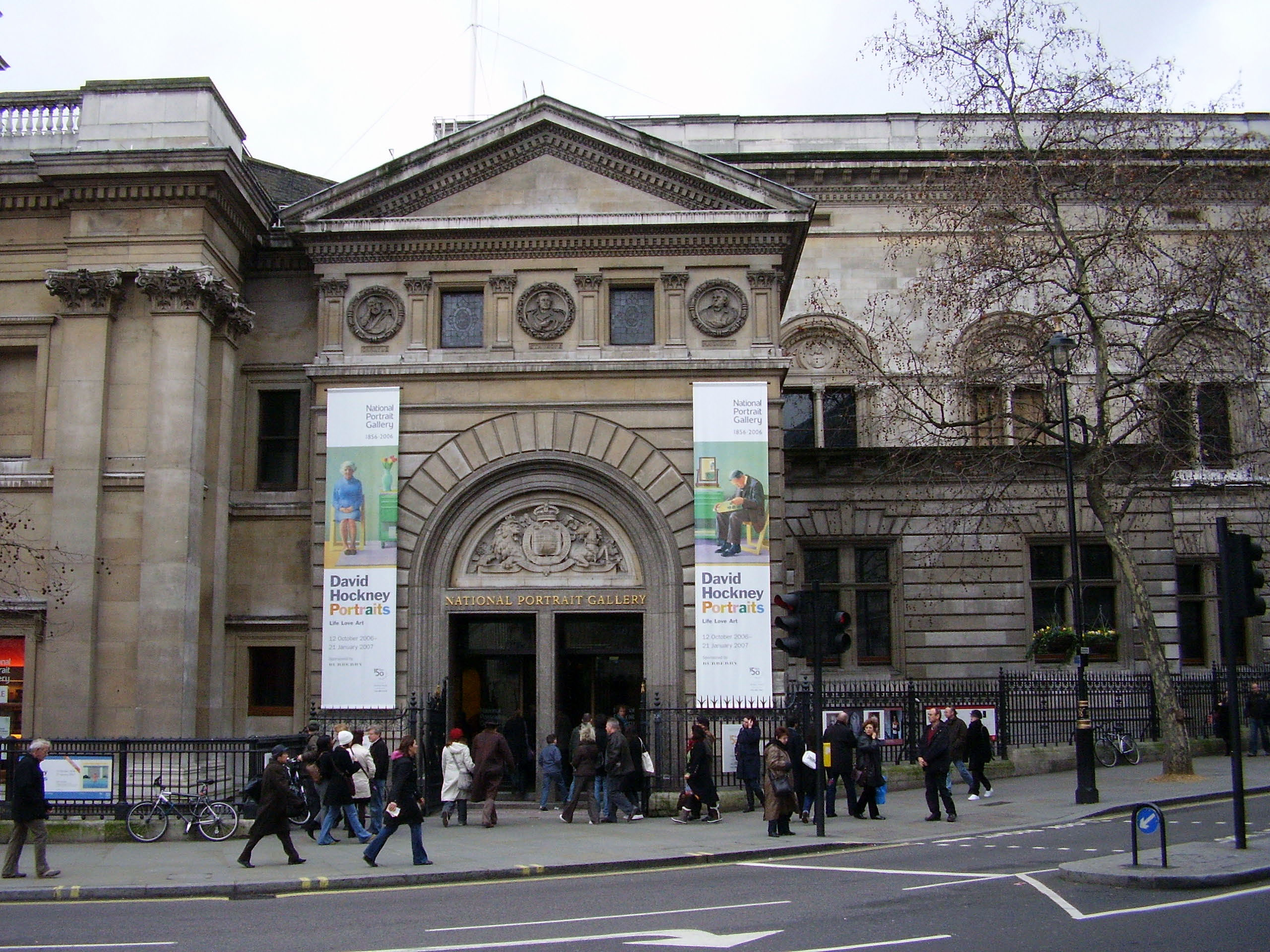
Haupteingang des Museums

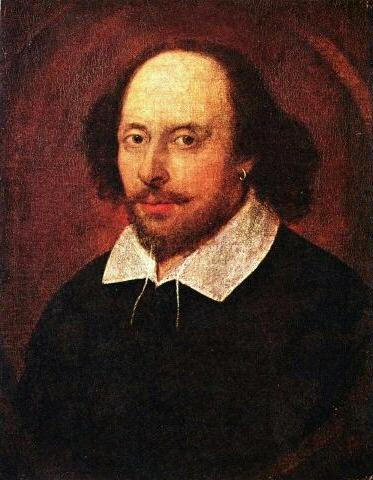
Das „Chandos-Porträt“ William Shakespeares

Die National Portrait Gallery (NPG) ist ein Kunstmuseum am St Martin’s Place, London. Als sie 1856 eröffnet wurde, war sie die erste öffentliche Nationalgalerie der Welt, die dem Porträt gewidmet war. Sie beherbergt Porträts von historisch wichtigen und berühmten britischen Personen. Die Sammlung umfasst mehr als 220.000 Werke, darunter 150.000 Illustrationen vom 16. Jahrhundert bis zur Gegenwart. Die Hauptsammlung umfasst mehr als 12.700 Porträts. Davon sind mehr als 4.100 Gemälde, Skulpturen und Miniaturen. Hinzu kommen mehr als 8.500 lichtempfindliche Werke auf Papier, die abwechselnd ausgestellt werden, um eine übermäßige Lichteinwirkung zu vermeiden und so den Verfall und das Ausbleichen zu minimieren. Die Fotosammlung umfasst mehr als 250.000 Originalfotografien, davon mindestens 130.000 Originalnegative. Sie stammen aus der Zeit von 1840 bis heute. Die im Heinz-Archiv und in der Heinz-Bibliothek aufbewahrte Referenzsammlung umfasst mehr als 80.000 Porträts bedeutender und weniger bekannter Persönlichkeiten der britischen Geschichte. Die meisten dieser Porträts sind Drucke, aber die Sammlung umfasst auch Zeichnungen, Scherenschnitte, Karikaturen, Gemälde, Miniaturen, Medaillen und ähnliche Objekte.
Das Heinz Archiv und die Bibliothek in der Orange Street wurden 1993 von Königin Elisabeth II. eingeweiht. Drue Heinz (1915–2018) war Schauspielerin, Schriftstellerin, Herausgeberin von The Paris Review und Mitbegründerin von Ecco Press. Als Philanthropin und engagierte Förderin von Kunst und Kultur stiftete sie 1981 den Drue Heinz-Literaturpreis. Drue zeigte großes Interesse und Freude an der Arbeit der National Portrait Gallery und vermachte der Galerie bei ihrem Tod im Jahr 2018 eine weitere Schenkung, mit der sie weiterhin die Kernaktivitäten des Heinz-Archivs und der Bibliothek unterstützt.
Die Auswahl der Porträts erfolgt aufgrund der Bedeutung des Porträtierten, nicht des Künstlers, der das Werk geschaffen hat. Zur Sammlung gehören Fotografien, Karikaturen, Gemälde, Zeichnungen und Skulpturen. In der Sammlung befinden sich auch Selbstporträts zum Beispiel von William Hogarth, Sir Joshua Reynolds und anderen berühmten britischen Künstlern. Seit 1969 sind auch Porträts von lebenden Persönlichkeiten zugelassen.
Das erste Bild, das das Museum bei seiner Gründung erhielt – und wohl bis heute das berühmteste – ist das so genannte Chandos-Porträt des William Shakespeare, das laut einer Untersuchung der NPG von 2006 unter den erhaltenen Bildern des Dichters als der wahrscheinlichste Kandidat für ein echtes Porträt gilt.
1896 zog die Galerie in ihr derzeitiges Gebäude direkt neben der National Gallery ein. Das Gebäude wurde seither zweimal erweitert.
Seit 1932 werden auch Fotografien gesammelt. Die erste Person, deren Fotografie nach kontroversen Diskussionen in die Sammlung aufgenommen wurde, war die Kochbuchautorin und Journalistin Isabella Beeton.
Neben den historischen Porträts zeigt das Museum eine Sammlung zeitgenössischer Werke sowie Sonderausstellungen zu einzelnen Künstlern und veranstaltet jährlich den Wettbewerb BP Portrait Award.
Die Sonderausstellungen werden von aufwändig gestalteten Publikationen begleitet.
2024 betrug die Besucherzahl etwa 1,58 Millionen Personen.

## Sonderausstellungen (Auswahl)
- 2002: Mirror Mirror: Self-portraits by women artists[8]
- 2004: Cecil Beaton Portraits[9]
- 2008/2009: Annie Leibovitz: A Photographer’s Life, 1990–2005
- 2009: Constable Portraits: THE PAINTER & HIS CIRCLE[10]
- 2012: Lucian Freud Portraits.[11]
- 2012: The Queen: Art and Image[12]
- 2013: Man Ray portraits[13]
- 2013: George Catlin: American Indian portraits[14]
- 2014: Virginia Woolf: art, life and vision[15]
- 2015: Audrey Hepburn: Portraits of an Icon.[16]
- 2015/2016: Giacometti: Pure Presence[17]
- 2016: Russia and the Arts: The Age of Tolstoy and Tchaikovsky[18]
- 2016: Vogue 100: A Century of Style[19]
- 2016/2017: Picasso Portraits.[20]
- 2017: The Encounter: Drawings from Leonardo to Rembrandt[21]
- 2018: Michael Jackson: On the Wall[22]
- 2019: Cindy Sherman[23]
- 2019/2020: Elizabeth Peyton: Aire and Angels[24]
- 2020: Pre-Raphaelite sisters[25]
- 2020: Elizabeth Taylor: A Photographic Celebration[26]
- 2020: David Hockney: Drawing from Life[27]
- 2023: Paul McCartney. Photographs 1963–64. Eyes of the Storm[28]

## Direktoren
- 1857–1895 George Scharf
- 1895–1909 Lionel Cust
- 1909–1916 Charles Holmes
- 1917–1927 James Milner
- 1927–1951 Henry M. Hake
- 1951–1964  Charles Kingsley Adams
- 1964–1966 David Piper
- 1967–1973 Roy Strong
- 1974–1994 John Hayes
- 1994–2002 Charles Saumarez Smith
- 2002–2014 Sandy Nairne
- seit 2015 Nicholas Cullinan